# Женский городской медицинский институт Ростова-на-Дону
Женский городской медицинский институт Ростова-на-Дону — первое высшее женское медицинское учебное заведение города Ростова-на-Дону, основано в 1916 году на базе эвакуированных Высших женских курсов Варшавы (1916—1920).

## История
С середины XIX века в российском обществе возник вопрос о развитии высшего женского образования. Цели женского образования не были четко определены, возможность применения полученных знаний не обсуждалась.
«Положения» о женских училищах ведомства министерства народного образования (1858, 1860) заложили основу для дальнейшего развития женского образования.
Начало развития высшего женского образования (1872—1886) связано с открытием первого в России женского университета — Московских Высших женских курсов профессора В. И. Герье. Позже стали открываться Высшие женские курсы в Петербурге, Москве и некоторых других городах страны.
В 1909 году были организованы Высшие женские курсы в Варшаве. В сентябре 1915 года в связи с Первой мировой войной (1914—1918)  Варшавский Императорский Русский университет был эвакуирован вначале в Москву, а затем в Ростов-на-Дону. Вместе с университетом были переведены и Высшие женские курсы.
В сентябре 1915 года попечитель Варшавского учебного округа известил руководство курсов о временной эвакуации курсов в Ростов-на-Дону. Министерство народного просвещения разрешило осуществлять набор слушательниц одновременно с набором студентов в университет.
Под женские курсы отвели здание по улице Суворовской (ныне улица Тельмана).

## Высшие женские курсы в Ростове-на-Дону

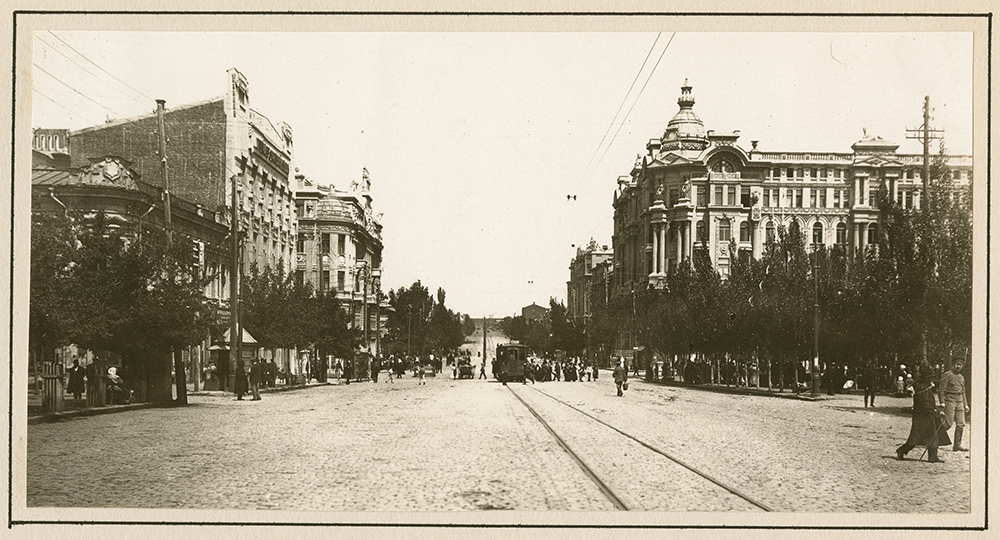
Ростов-на-Дону в 1918 году

В начале ноября 1915 года состоялось собрание с участием местных адвокатов, общественных деятелей, журналистов, профессоров университета. Директор курсов профессор-юрист Ф. Ф. Зигель выступил с докладом, рассказал о деятельности курсов. Было решено создать Общество Высших женских курсов, избрали оргкомитет из 30 человек.
Устав Высших женских курсов был принят летом 1916 года. В Уставе была определена цель учебного заведения- «предоставить женщинам высшее научное образование университетского характера и распространение научных знаний».
При женских курсах были и коллегиальные органы управления (совет, факультетские собрания), и единоличные- директор, деканы факультетов. На курсы могли быть приняты и мужчины (на вакантные места после приема женщин). Прошения о приёме подавались с 1 июля по 1 сентября. На курсы принимали лиц, имеющих аттестат об окончании СМИ классов женской гимназии, института или епархиальных училищ, слушательниц из других высших учебных заведений после предъявления зачетной книжки или свидетельства.
Первые слушательницы, принятые в Ростове-на-Дону, имели свидетельства об окончании гимназии Варшавского учебного округа или других учебных заведений Царства Польского или Российской империи. Большинство слушательниц были православного или иудейского вероисповедания.
Выпускные экзамены слушательницы сдавали с 1 декабря по 1 февраля. Комиссия проводила три заседания: первое-утверждение программ выпускных испытаний, второе-обсуждение вопросов, связанных с экзаменами, третье-рассмотрение результатов испытаний, присуждение дипломов двух степеней (1-й и 2-й).
Структура Высших женских курсов
1.Исторический факультет.
2.Юридический факультет.
3.Физико-математический факультет.
В военное время резко возросла потребность в медицинских работниках, особенно во врачах. Совет Варшавских женских курсов принял решение открыть новый медицинский факультет. Но требовалось получить дозволения царя, что было проблематично.

## Ростовский городской женский медицинский институт (1916-1920)
Для открытия Городского медицинского института не требовалось разрешения императора, а только Министерства народного просвещения. Институт считался частным, бюджет определялся размерами оплаты за обучение и жалованья преподавателям, которые назначала городская Дума.
В июне 1916 года городская дума приняла решение об учреждении Ростовского городского женского института. 29 июля 1916 года министр народного просвещения П. Н. Игнатьев утвердил Устав женского медицинского института (составлен под руководством Н. В. Парийского). Целью института было предоставление лицам женского пола высшего медицинского образования в объеме университетского курса.
К сентябрю 1916 года поступило 648 прошений о зачислении на первый курс (266- из самого Ростова-на-Дону, 382- из других губерний). На второй курс- 197 прошений, в основном от слушательниц естественного отделения физико-математического факультета ВЖК. Первоначальная плата за обучение составляла 200 рублей в год и вносилась каждое полугодие. Предпочтения при приёме отдавались ростовчанкам и лицам, окончившим курсы в учебных заведениях Области войска Донского.
Совет Института, состоявший из преподавателей, занимался организацией учебного процесса, выработкой учебных планов. Учебный курс продолжался не менее пяти лет, включал в себя 29 дисциплин в объеме программы медицинских факультетов университетов (нормальная анатомия, физиология, гистология, частная патология и тд).
Выпускницы, окончившие полный курс обучения, получали свидетельство и имели право сдавать государственные экзамены на получение звания лекаря в Комиссии при институте или при каком-либо университете России.
Торжественное открытие Ростовского городского женского института состоялось 21 ноября 1916 года.Основная база вуза находилась в Николаевской больнице Ростова-на-Дону.
Выдающийся ученый-гистолог, профессор А. А. Колосов, трижды избиравшийся деканом медицинского факультета Варшавского русского университета, в течение 1916-1920 годов работал директором Ростовского женского медицинского института.
В результате революции 1917 года было провозглашено гражданское равноправие мужчин и женщин.
В 1920 году произошло объединение женского медицинского института Ростова-на-Дону с медицинским факультетом Донского государственного университета. Так закончился период раздельного обучения мужчин и женщин в высших учебных заведениях России.